# 法蘭西第二共和國
法兰西第二共和国是法国总统路易-拿破仑·波拿巴领导下的一个短暂的共和政府。存在时间是从1848年法國二月革命到1852年時任总统自立为皇帝，登基建立第二帝国。法蘭西第二共和國沿用了第一共和国的座右铭：“自由、平等、博爱”。

## 歷史

### 1848年革命
1848年的法国革命，有时也被称为“二月革命”，是那一年席卷欧洲的革命浪潮之一。这些事件终结了奥尔良的君主制(1830-1848)，并导致了法兰西第二共和国的建立。

### 政權變動
七月王朝崩溃，第二共和成立的原因，主要有以下三条：
1. 经济危机不断
2. 政权腐朽衰败
3. 人民希望民主

1845年，经济危机席卷欧洲。首先是农业，霜霉病的流行使馬鈴薯歉收，引发了1845年至1849年的爱尔兰大饥荒，工业也受到波及。农作物的低收成（小麦、大麦、黑麦供不应求）给农民（占当时法国人口的75%）造成巨大伤害，消费锐减。法国各地受灾程度不一，沿地中海各省及羅納省情况稍好，卢瓦尔和中央高原饥荒最为严重。
尽管1847年曾出现短暂的好转，不可否认的是，最为贫困的农民是这次危机的主要受害者。数十万的农村人口被迫节衣缩食；羊毛與棉麻纺织业濒临崩溃。工业生产过剩，各类工厂，特别是易受行情影响的中小型工厂，纷纷倒闭。
这次危机也暴露出法国银行业结构的脆弱性。由于大部分银行无法保证充分的资金周转和必要的投资盈利，企业家很快就面临资金不足的困境。运转资金的减少引发了大金融中心如巴黎和里昂的银行业恐慌。
尽管到1847年末和1848年的头几个星期市场出现好转的趋势，市场行情的极大不确定性以及现状的不稳定性已造成了城乡人口的巨大变化。失业人口骤增加剧了农村人口贫困化，大量乡村小企业的失业工人迁入大城市寻找工作。就这样，经济危机加速了法国的城市化进程（农村难民现象），后果是小市民政治力量的壮大（尤其是巴黎）。